# Boops lineatus
Boops lineatus (Boulenger, 1892), conhecido pelo nome comum de boga-estriada, é um peixe teleósteo da família dos esparídeos e da ordem dos perciformes.

## Morfologia e distribuição
Pode chegar aos 25 cm de comprimento total.
Encontra-se nas costas do Iémen e no Golfo de Oman.